# Juan Cano de Saavedra
Don Juan Cano de Saavedra (* ca. 1502; † September 1572 in Sevilla) war ein spanischer Konquistador aus Cáceres in der Extremadura.
Im Alter von 18 Jahren reiste Cano in die Neue Welt und nahm an Pánfilo de Narváez’ Expedition gegen Hernán Cortés teil. Nach der Niederlage von Narváez kämpfte Cano später für Cortés. Im Jahre 1531 oder Anfang 1532 heiratete Cano Tecuichpoch (Isabel de Moctezuma), eine aztekische Prinzessin und Tochter Moctezumas II. Das Paar hatte fünf Kinder, Pedro, Gonzalo, Juan, Isabel und Catalina. Juan Cano gehörte um die Mitte des 16. Jahrhunderts zu den reichen Einwohnern von Mexiko. Um 1560, zehn Jahre nach dem Tod seiner Frau, kehrte er nach Spanien zurück und ließ sich in Sevilla nieder, wo er erfolgreich als Geschäftsmann tätig war. Für seinen Sohn Pedro Cano Moctezuma errichtete er 1571 ein Majorat.
Cano de Saavedra ist Autor eines verschollenen historischen Berichtes und veranlasste 1532 Franziskaner zur Abfassung der ersten historischen Abhandlung über die Geschichte des mexikanischen Herrscherhauses, die in zwei Fassungen erhalten ist (Relación de Genealogía, Origen de los Mexicanos). Im Jahre 1544 wurde er auf der Durchreise auf Kuba von dem spanischen Historiker Gonzalo Fernández de Oviedo befragt.